# Ácido estífnico
Ácido estífnico o 2,4,6-trinitro-1,3-bencenodiol, es el compuesto químico en que tres radicales nitro y dos radicales hidroxilo están conectados a un anillo bencénico. Este ácido es astringente, de color amarillo y forma cristales hexagonales.

## Obtención y química
Se puede preparar mediante la nitración de resorcinol con una mezcla de ácido nítrico y sulfúrico. Este compuesto es un ejemplo de un trinitrofenol.
Como el ácido pícrico, que es un ácido moderadamente fuerte, es capaz de desplazar el dióxido de carbono a partir de soluciones de carbonato de sodio, por ejemplo.
Se puede hacer reaccionar con óxidos débilmente básicos, tales como los de plomo y plata, para formar las sales correspondientes.
La solubilidad del ácido pícrico y ácido estífnico en agua es menor que su correspondiente compuestos mono-y di-nitro, y mucho menos que sus fenoles no nitrados, por lo que este compuesto se puede purificar por cristalización fraccionada.

## Usos
Se utiliza en la fabricación de colorantes, pigmentos, tintas, medicinas, y los explosivos, tales como estifnato de plomo. Posee una baja sensibilidad explosiva, similar al ácido pícrico, pero explota al calentamiento rápido.